# Ion
Ion je eno ali mnogoatomni električno nabiti delec, ki nastane, če se atomu, molekuli ali »skupini atomov« odvzame ali doda en ali več elektronov. Je električno nabiti atom ali molekula. Razlog za nabitost je razlika v številu protonov in elektronov. Če je elektronov manj kot protonov, je naboj pozitiven (kation), v primeru, da je protonov manj kot elektronov, pa je negativen (anion). Če kapljevina vsebuje ione, se imenuje elektrolit in prevaja električni tok. Zgled dobro znane ionizacije plina je električna strela.
Ko snovi reagirajo med seboj, imajo njihovi atomi težnjo sprejemanja, oddajanja ali delitve elektronov, da bi pridobili stabilno (polno) zunanjo lupino. Pri tem nastane med temi atomi neke vrste privlačnost ali vez. Trije glavni tipi vezi so ionska vez, kovalentna vez in kovinska vez, obstajajo pa še medmolekulske vezi in vodikove vezi.
Kationi so ioni s pozitivnim nabojem. Nastanejo tako, da atom odda enega ali več elektronov in postane pozitivno nabit ion. Elektrone oddajajo elementi I, II, III skupine periodnega sistema. Njihovi atomi imajo enega, dva ali tri elektrone na zunanji lupini, zato lažje oddajo te elektrone, kot bi jih sprejeli.
Anioni so ioni z negativnim nabojem. Nastanejo tako, da atom sprejme elektrone. K tvorbi anionov so nagnjeni elementi V, VI in VII skupine, oziroma nekovine.Njihovi atomi imajo pet, šest ali sedem elektronov na zunanji lupini, zato lažje sprejemajo elektrone, kot jih oddajajo.
Ionizacija je prehod atoma v ion. Do nje pride, če atomi oddajajo ali sprejemajo elektrone ali, če spojina razpade na ione (npr. natrijev klorid v raztopini). 
Ionska vez nastane med kovinami (elektropozitiven element) in nekovinami (elektronegativen element). Stabilna elektronska konfiguracija nastane tako, da kovina odda zunanje elektrone nekovini.
Zgled: nastanek ionske vezi med natrijem in klorom.
Atom natrija ima 1e- na zunanji lupini, atom klora pa 7e-.
Ko natrij reagira, odda svoj zunanji elektron klorovemu atomu.
Nastaneta natrijev in kloridni ion s polnimi zunanjimi lupinami.
Število sprejetih elektronov je vedno eneko številu oddanih elektronov.

## Nekaj povezav na strani s podobno vsebino:
http://www2.arnes.si/~bstih1/
http://go.to/kemija
http://chemfinder.cambridgesoft.com/ Arhivirano 2013-04-11 na Wayback Machine.
http://www.keminfo.uni-lj.si/keminfo.htm Arhivirano 2006-05-18 na Wayback Machine.
http://www.krajnc.net/znanje/periodni.htm Arhivirano 2008-12-17 na Wayback Machine.
http://www.educa.fmf.uni-lj.si/izodel/dela/mcc98/cn4.htm
http://vlado.fmf.uni-lj.si/pub/networks/pajek/data/pdbs.htm